# Okres Ełk
Okres Ełk (polsky Powiat ełcki) je okres v polském Varmijsko-mazurském vojvodství. Rozlohu má 1111,87 km² a v roce 2019 zde žilo 91 560 obyvatel. Sídlem správy okresu je město Ełk.

## Gminy
Městská:
- Ełk

Vesnické:
- Ełk
- Kalinowo
- Prostki
- Stare Juchy

## Město
- Ełk

## Sousední okresy
| Růžice kompasu | Giżycko       | Olecko    | Suwałki  | Růžice kompasu |
| Růžice kompasu | Giżycko, Pisz | Sever     | Augustov | Růžice kompasu |
| Růžice kompasu | Giżycko, Pisz | Okres Ełk | Augustov | Růžice kompasu |
| Růžice kompasu | Giżycko, Pisz | Jih       | Augustov | Růžice kompasu |
| Růžice kompasu | Pisz          | Grajewo   | Grajewo  | Růžice kompasu |